# باشگاه فوتبال آینتراخت بامبرگ
باشگاه فوتبال آینتراخت بامبرگ (به آلمانی: FC Eintracht Bamberg) یک باشگاه فوتبال حرفه‌ای آلمانی از شهر بامبرگ در بایرن است.